# Schloss Hegne

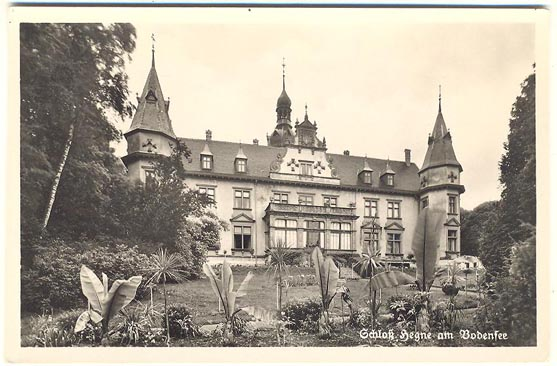
Blick auf Schloss Hegne von der Seeseite Ende des 19. Jahrhunderts

Das Schloss Hegne liegt beim Dorf Hegne, einem Ortsteil der Gemeinde Allensbach am Bodensee im baden-württembergischen Landkreis Konstanz. Es ist heute Bestandteil eines Gebäudekomplexes, der neben dem Kloster Hegne der Barmherzigen Schwestern vom heiligen Kreuz verschiedene schulische und karitative Einrichtungen beherbergt. Das Kloster ist zugleich Sitz der Ordensprovinz Baden-Württemberg dieser Kongregation.

## Schloss Hegne

### Anfänge
Von der Bundesstraße 33 aus gesehen steht das Schloss Hegne vor dem Dorf Hegne. Das genaue Errichtungsdatum des Schlosses ist unbekannt, wahrscheinlich stammt es aus dem 16. Jahrhundert. Die Entdeckung von „älterem Mauerwerk“ bei der Restaurierung des Anwesens 1965/1966 und einige urkundliche Hinweise haben aber die Vermutung aufkommen lassen, dass es eine Burg oder einen Adelssitz als Vorgängerbau gegeben hat.
Tatsächlich schriftlich erwähnt wird das Anwesen erstmals 1570, als es von Hans Christoph von Knöringen an Sebastian von Roth verkauft wurde. Dessen Witwe Corona (geborene von Habsberg) und ihre drei Töchter veräußerten den Besitz dann 1580 an Stefan Wohlgmuet zu Mutburg, dem Obervogt des Konstanzer Bistums.

### Bischöfliche Sommerresidenz
Nachdem es 1591 unter der Regierung des Konstanzer Kardinals und Bischofs Andreas von Österreich (1589–1600) in den Besitz des Konstanzer Hochstifts gelangte, wurde das mittelalterliche Schlossgebäude im Stil der Renaissance zu einem prachtvollen Sommersitz der Konstanzer Bischöfe umgebaut. Besonders aufwendig war hierbei der Einbau einer Kapelle in das Herrenhaus. Zudem wurde der zum Schloss gehörende Grundbesitz erweitert, ein Schlosspark angelegt und sogar eine Menagerie errichtet. Letztere wurde aber schon Anfang 1601, kurz nach dem Tod von Andreas von Österreich, aus Kostengründen vom Konstanzer Domkapitel wieder aufgelöst.
Im Dreißigjährigen Krieg kam es 1642 zur Plünderung des Schlosses durch protestantische Truppen des Herzogtums Württemberg. Auf der nahe gelegenen Festung Hohentwiel stationiert, hatten diese zuvor mehrmals vergeblich versucht, das von den katholischen Habsburgern beherrschte Konstanz im Handstreich zu nehmen. Nach Kriegsende erfolgten Instandsetzungen und Umbauten. Bis zur Säkularisation 1803, infolge des Reichsdeputationshauptschlusses, blieb Schloss Hegne Eigentum des Konstanzer Hochstifts.

### Weltliche Besitzer

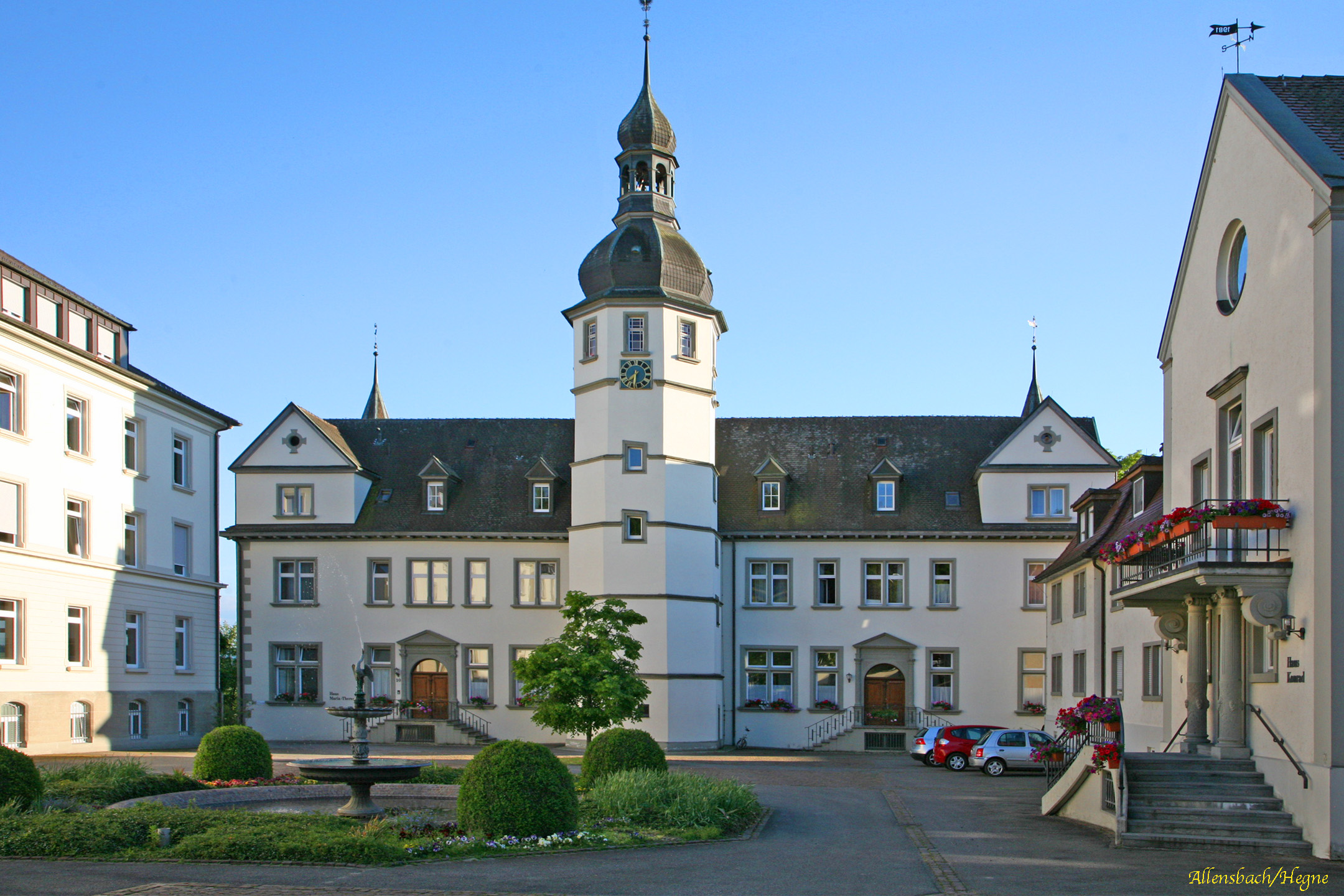
Schloss Hegne

Zunächst wurden das Schloss und dessen Ländereien als Staatsdomäne des Großherzogtums Baden genutzt, wechselten danach aber mehrfach zu immer höheren Preisen den Besitzer. 1863 erwarb schließlich die Basler Firma Isaac Dreyfus Söhne & Cie. das Schlossgut als Spekulationsobjekt. Das Anwesen wurde „zerlegt“ und die einzelnen Teile mit Gewinn weiterverkauft, eine in jener Zeit von zahlreichen Geschäftsleuten angewandte Anlagestrategie. Dementsprechend verkauften Dreyfus Söhne & Cie. bereits 1866 Schloss- und Wirtschaftsgebäude weiter an den Kreisverband Konstanz. Dieser richtete von 1866 bis 1878 im Schloss eine Kreiswaisenanstalt und im Wirtschaftsgebäude eine Landwirtschaftsschule ein.
1879 trat der Ökonom Werner de Weerth (1855–1943), ein Urenkel des Elberfelder Bürgermeisters und Kaufmanns Werner de Weerth (1741–1799), aus Neuwied als Käufer auf und veränderte bis 1882 das Gebäude im Sinne der Neorenaissance erheblich. Er ließ den ganzen Innenausbau herausreißen, um aus den drei vorhandenen Stockwerken zwei sehr hohe zu machen. Wenn auch äußerlich im Stil der Neorenaissance umgestaltet, blieben die Außenmauer des Schlosses, die zwei markanten Ecktürme auf der Seeseite und der achteckige Treppenturm auf der Hofseite weitgehend erhalten. Die beiden zuvor runden Ecktürme erhielten ein oktogonales Äußeres. Zur Seeseite hin wurde zentral vor die Schlossfassade eine als Wintergarten genutzte Loggia gesetzt und das Dach mit einem Volutengiebel verziert.
Diesem Umbau fiel auch die 1595 geweihte Schlosskapelle zum Opfer, welche dem Dorf Hegne als Gemeindekirche gedient hatte. Als Ersatz wurde, wie vertraglich mit dem Kreisverband Konstanz vereinbart, die Hegner Dorfkapelle gebaut und am 8. September 1879 (Mariä Geburt) zu Ehren der Gottesmutter Maria geweiht. Die Baupläne erstellte der Hegner Zimmermeister August Fuchs.

## Kloster Hegne

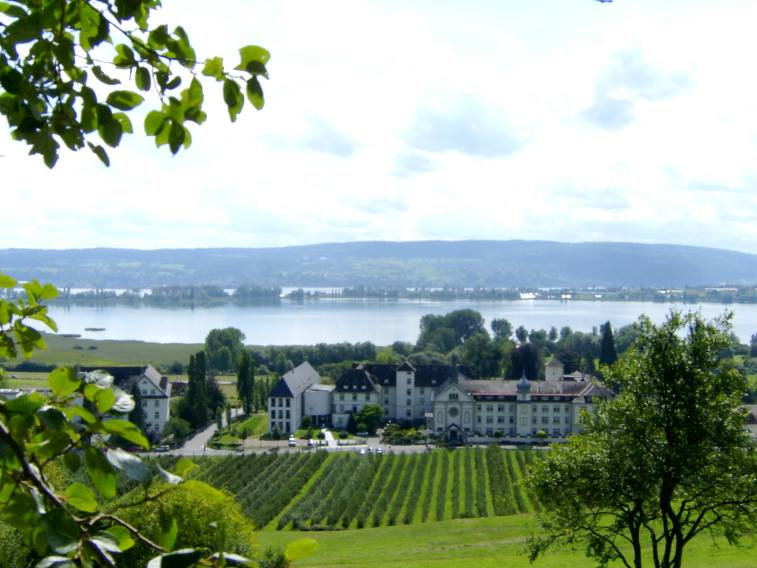
Blick auf Kloster Hegne und Bodensee

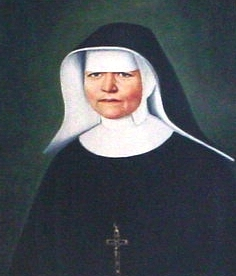
Sel. Schwester Ulrika von Hegne

Im Jahr 1892 erwarben dann die Barmherzigen Schwestern vom heiligen Kreuz das Schloss Hegne und richteten darin ein Kloster ein. Bereits 1895 wurde es auch Sitz der Ordensprovinz Baden-Hohenzollern (heute Ordensprovinz Baden-Württemberg) dieser Schweizer Kongregation.
Das Kloster Hegne ist ein Pilgerort für zahlreiche Menschen, die das Grab der Seligen Ulrika von Hegne in der Krypta der Klosterkirche St. Konrad aufsuchen. Die Schwestern betreiben unter anderem das Tagungs- und Gästehaus St. Elisabeth, das Altenpflegeheim Maria Hilf und die Schule Marianum.

### Nutzung des Schlosses Hegne
Im Rahmen der um das Schloss Hegne herum allmählich wachsenden Klosteranlagen hatte das Schloss unterschiedliche Funktionen inne. Musste es anfangs noch das ganze, damals noch kleine Kloster aufnehmen, wurde es später für spezifische Aufgaben genutzt. So diente es zwischen 1925 und 1927 als behelfsmäßige Unterkunft für die neu gegründete Haushaltsschule mit angeschlossenem Internat.
Während des ganzen Zweiten Weltkriegs fanden im Schloss Hegne Mütter und Kinder Aufnahme, die aus den Industrieregionen im Nordwesten Deutschlands evakuiert und vom Caritasverband verschickt worden waren. 
Zwischen 1949 und 1976 war das Schloss dann Ausbildungsstätte der Kandidatinnen, Postulantinnen und zuletzt auch der Novizinnen des Klosters Hegne und der angeschlossenen Ordensprovinz. Nachdem die Ordensausbildung zwischenzeitlich in das Mutterhaus in Ingenbohl (Kt. Schwyz, Schweiz) verlegt worden war, dient das Schloss Hegne seit 1985 wieder als Noviziat für das Kloster Hegne und die Ordensprovinz Baden-Württemberg. 

### Umbauten des Schlosses Hegne
In den Jahren 1965 und 1966 wurde das Äußere des Schlosses Hegne einer Restaurierung unterzogen. Dabei entdeckte man „älteres Mauerwerk“, welches aber keiner eingehenden baugeschichtlichen Untersuchung unterzogen wurde. Dennoch nährte diese Entdeckung zusammen mit einigen urkundlichen Hinweisen verschiedene Spekulationen von Burgen- und Heimatforschern, Schloss Hegne könnte einen herrschaftlichen Vorläuferbau besessen haben. Hierbei reichen die wissenschaftlich nicht bewiesenen Vermutungen vom frühmittelalterlichen Alemannensitz, über die mittelalterliche Burg bis zum spätmittelalterlichen Herrenhaus.
Rund hundert Jahre nach der letzten großen Umgestaltung des Schlossinneren erfolgte zwischen 1976 und 1978 eine erneute umfassende Neugestaltung im Innern des Schlosses Hegne. Dabei wurden aus den großen Innenräumen mehrere kleinere, modern gestaltete Zimmer geschaffen.
Neben einer Außenrenovation des Schlosses und der totalen Sanierung seiner Grundmauern erfolgte von 1996 bis 1997 die Einrichtung einer neuen Kapelle im parkseitigen Kellergeschoss des Schlosses. Diese war, wie bereits die Klosterkirche St. Konrad (1963) und die darunter liegende Krypta (1991), von Elmar Hillebrand künstlerisch gestaltet worden.
Seit 2003 steht ein renovierter historischer Saal des Schlosses Hegne für Veranstaltungen zur Verfügung.